# صالة الحمدانية الرياضية
صالة الحمدانية الرياضية صالة رياضية مغلقة في حلب، سوريا . بسعة 7964 مقعدًا ، وهي أكبر صالة مغلقة في سوريا. مخصصة لاستضافة مباريات كرة السلة وكرة اليد والكرة الطائرة، وهي جزء من مدينة الحمدانية الرياضية. يبلغ طول ملعب الصالة 60 مترًا وعرضه 25 مترًا، وتوجد فيها 4 قاعات تدريب رياضية داخلية إضافية.

## تاريخ
بدأ البناء فيها عام 2004 وكان من المقرر أن تكتمل في عام 2007. لكن تأخر بسبب الفساد المالي، وأكتمل البناء منه في عام 2020، افتتحت الصالة في 17 ديسمبر 2021 بمباراة كرة السلة لنادي أهلي حلب ضد نادي الجيش السوري، في يوليو 2022، لعب المنتخب السوري لكرة السلة مباراتين عليها ضد البحرين وإيران كجزء من تصفيات كأس العالم لكرة السلة 2023. بلغ عدد المتفرجين 13500 متفرج في المباراة ضد البحرين، والتي كانت أعلى نسبة حضور مؤهل في العالم في تلك الفترة.

## أنظر أيضا
- صالة الأسد الرياضية